# Eliza Reid
Eliza Jean Reid (nascida em 1976) é a atual primeira-dama da Islândia. Antes de sua nomeação como primeira-dama, ela foi escritora freelance de várias revistas islandesas e editora do Icelandair Stopover de 2012 a 2016. Ela também é a co-fundadora do Iceland Writers Retreat.
Reid nasceu em Ottawa, no Canadá, em 1976. E, ainda quando criança, se mudou com sua família para Ashton. Depois de se mudar, ela frequentou a Bell High School em Nepean, Ontário. Como estudante na Universidade de Toronto, Reid tornou-se uma estudante de coral e cantou para o Coral de Motgr Hallgrímskirkja. Após se formar na Universidade de Toronto com um diploma de relações internacionais, ela foi para a Universidade de Oxford para concluir um mestrado em história moderna.

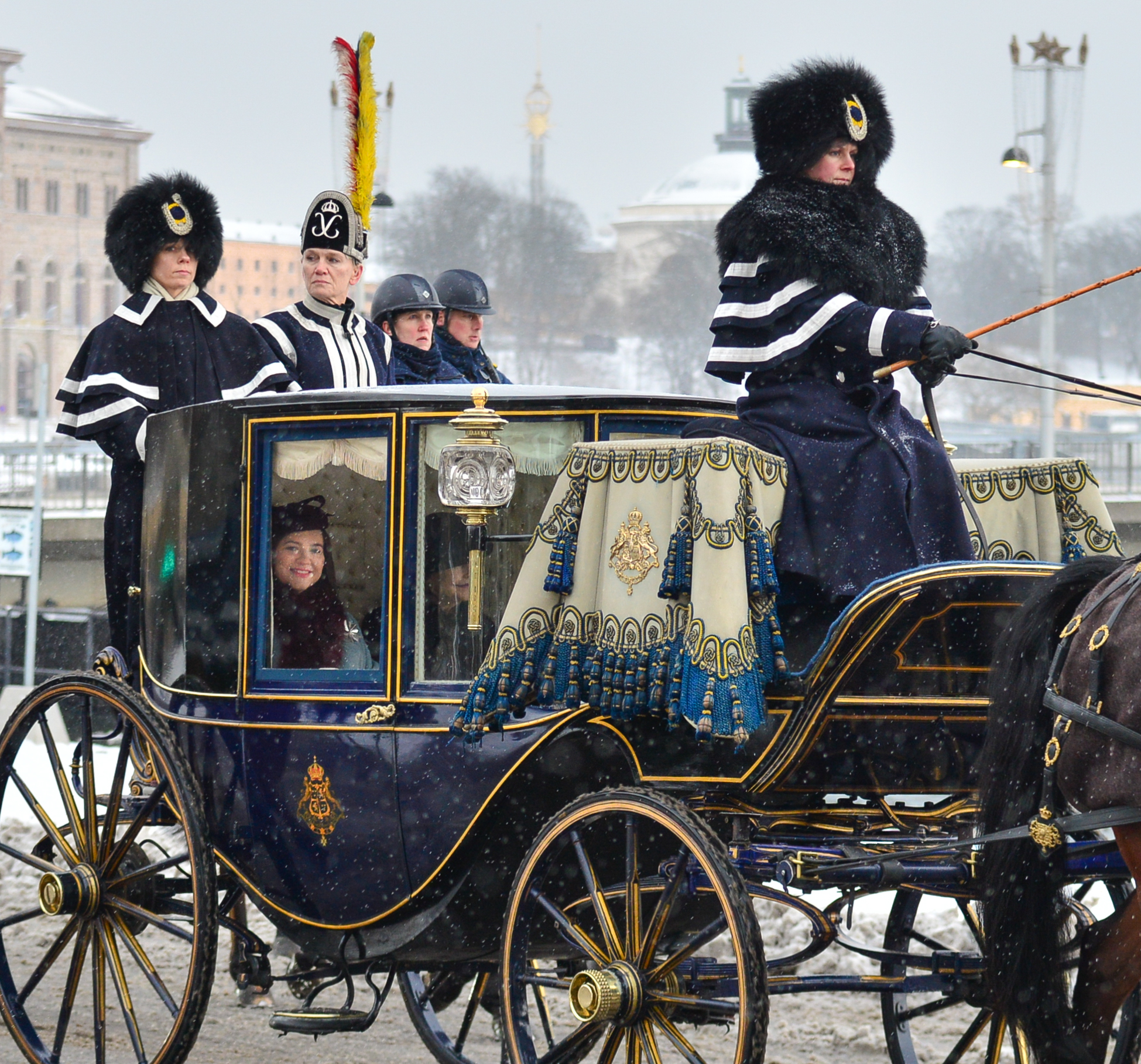
O presidente da Islândia, Guðni Th. Jóhannesson em visita de estado em Estocolmo, na Suécia, juntamente com a primeira-dama Eliza Reid em 17 de janeiro de 2018.

Reid começou sua carreira como voluntária em hospitais.  Ela estava encarregada de estudantes voluntários no The Hospital for Sick Children e se voluntariaram no Hospital Landspítali na Islândia. Reid mais tarde trabalhou em vendas de 1999 a 2003 e em marketing até 2004.
Após sua mudança para a Islândia em 2003, Reid tornou-se escritor freelancer de várias publicações islandesas.  Escreveu para Ro eykjavík Grapevine e oIceland Review de 2005 a 2008 e tornou-se editora da Icelandair Stopover em 2012. Reid abriu uma empresa em 2008 e começou um lugar para autores islandeses em 2014. Depois que seu mandato como editora do Icelandair Stopover terminou em 2016, Reid tornou-se a primeira-dama da Islândia após seu marido, Guðni Th. Jóhannesson, ter sido eleito presidente da Islândia em 2016.

## Vida pessoal
Em 2004, Reid se casou com o atual presidente islandês Guðni Th. Jóhannesson e juntos tiveram quatro filhos.

## Honras

### Honras nacionais
- Islândia: Grã-Cruz da Ordem do Falcão (1 de agosto de 2016)

### Honras estrangeiras
- Dinamarca: Dama Grande Cruz da Ordem do Dannebrog (24 de janeiro de 2017)
- Finlândia: Grã-Cruz da Ordem da Rosa Branca da Finlândia (31 de maio de 2017)
- Noruega: Dama da Grande Cruz da Ordem Real do Mérito Norueguês (21 de março de 2017)
- Suécia: Comandante da Grande Cruz da Ordem da Estrela Polar  (17 de janeiro de 2018) [5]